# Papás por conveniencia
Papás por conveniencia är en mexikansk telenovela producerad av Rosy Ocampo för TelevisaUnivision och sänds av Las Estrellas sedan 2024, med José Ron och Ariadne Díaz i huvudrollerna.

## Rollista (i urval)
- José Ron - Tino Guevara
- Ariadne Díaz - Aidé Mosqueda
- Ferdinando Valencia - Guzmán Muriel
- África Zavala - Federica
- Daniela Luján - Clara Luz Monroy
- Martín Ricca - Rudolf
- María Chacón - Alicia "Lichita" Chagoyan
- Miguel Martínez - Chano Chamorro
- Horacio Pancheri - Dámaso Rivera
- Lambda García - Facundo
- Sherlyn González - Silvana del Valle
- Imanol Landeta - Felipe[4]
- Leticia Perdigón - Bertha
- Ernesto Laguardia - Jason
- Cecilia Gabriela - Pura
- Adriana Fonseca - Paulina[5]
- María Perroni Garza - Sofía "Chofis" Chamorro Chagoyán
- Joaquín Bondoni - Sergio "Checo" Chamorro Chagoyán
- Jonathan Becerra - El Calacas
- Victoria Viera - Circe
- Emilio Beltrán - Ulises
- Camila Núñez - Scarlet
- Tania Nicole - Lila
- Juan Pablo Velasco - Emiliano
- Constantino Alonso - Pipe
- Mateo Saavedra - Jesús "Chuchito" Chamorro Chagoyán
- Sandra Sánchez Cantú
- Lalo Zayas - Augusto
- José Remis - Igor
- Simone Mateos
- Ximena Tello
- Natalia Álvarez
- Iván Caraza
- Lukas Urkijo

### Gäststjärnor
- Haydeé Navarra
- Ricardo Barona
- Andrés Giardello
- Odemaris Ruiz
- Yurem Rojas
- Naidelyn Navarrete
- Daniela Aedo
- Fabián Chávez